# Organo a rullo
L'organo a rullo o a cartone, detto anche organetto di Barberia in onore del suo inventore Giovanni Barbieri che lo elaborò nel 1702, è uno strumento musicale meccanico realizzato con una serie di canne e un mantice o soffietto, in maniera piuttosto simile ad un organo o quanto meno a un armonium, e da un cilindro con delle sporgenze simili a chiodi o punte che corrispondono, in base alla posizione, ad una particolare nota.

## Descrizione

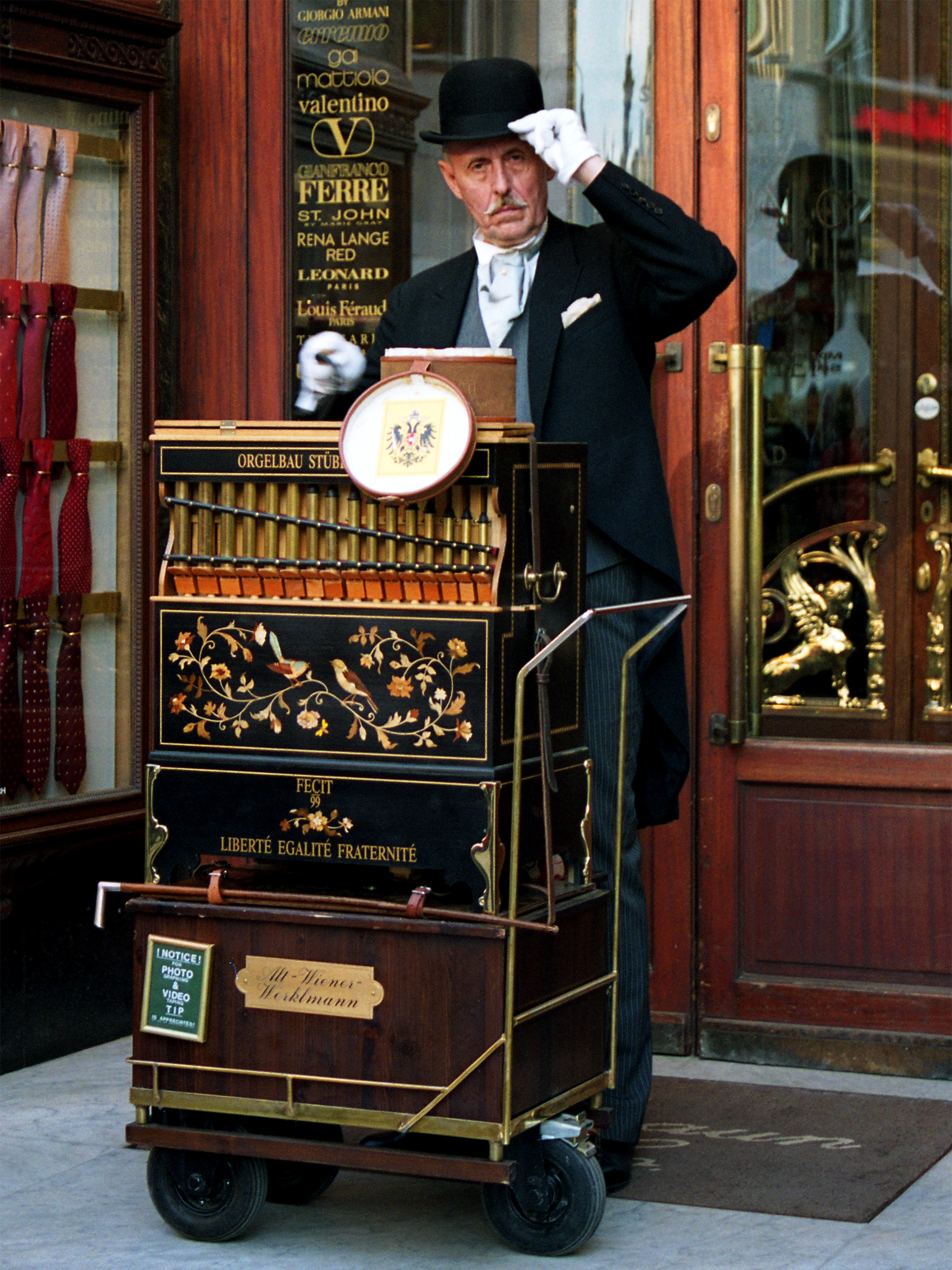
Un organetto di barberia prodotto da Alt-Wiener Werklmann, fotografato a Vienna.

Il cilindro viene chiamato in inglese "barile" (barrel), ma è molto più piccolo dei barili utilizzati come contenitori. Di solito l'organo è costruito con legno e metallo e finemente lavorato e ben rifinito; evidentemente molto resistente, dal momento che la maggior parte di quelli ancora esistenti hanno mantenuto nel tempo la stessa efficienza e precisione nonostante l'evidente lavoro meccanico al quale il gran numero di aste e leverismi è soggetta nell'uso.
La rotazione continua del cilindro, attraverso una vite senza fine e una ruota dentata che fa girare lentamente il cilindro, fa sì che i chiodi tocchino le leve sollevando un pistoncino che apre la valvola che lascia fuoriuscire l'aria dal mantice nella canna d'organo. Il mantice è azionato dallo stesso meccanismo per mezzo di un albero a gomito.
Il movimento è generato da una manovella azionata da un suonatore d'organetto o dalla sua scimmietta, come dimostra l'ampia presenza di questo personaggio nella letteratura e nell'iconografia del XIX secolo e dell'inizio del XX. Con poche eccezioni, i suonatori d'organetto usavano una versione portatile dell'organetto, più maneggevole. C'erano altre versioni più grandi, posizionate nelle chiese, nei luoghi di mercato, nelle sale da concerto e altri grandi ambienti come arene sportive e teatri. I grandi organi a rullo erano mossi spesso da molle o contrappesi, come fossero versioni potenziate degli orologi a pendolo. Potevano essere anche azionati dalla forza idraulica, con un sistema di meccanismi per fornire l'aria in pressione e il movimento del rullo. Gli organi a rullo più recenti sono alimentati o convertiti a elettricità.
I piani a cilindro e gli organi a rullo sono apparentemente simili in molti aspetti, ma il loro meccanismo è molto diverso.
I grandi organi a rullo si possono confondere facilmente con i normali organi meccanici perché quasi tutti sono costruiti come "organi a rullo e tastiera": sono provvisti di normali tastiere, consentendo di suonarli senza ricorrere al rullo quando un organista è disponibile. I rulli non sono normalmente visibili dall'esterno.
All'inizio del XX secolo i grandi organi a rullo furono spesso convertiti per suonare non già utilizzando l'originario cilindro ma utilizzando un supporto di cartoncino arrotolato (piano roll), molto frequente negli Stati Uniti d'America e in Canada, oppure in pacchi (book music), più frequente nel Vecchio Continente. Ciò ha ampliato notevolmente la varietà di musiche disponibili per gli organi a rullo.
Nel frattempo, in Argentina, Brasile e Messico l'uso del cilindro ha continuato a prevalere.
In musica contemporanea sono molti gli esempi di letteratura per questo insolito strumento. Lo stesso György Ligeti gli dedicò diverse composizioni, tra cui spicca la trascrizione del brano pianistico "Musica Ricercata", dedicata al più importante suonatore di organo meccanico francese: Pierre Charial. È autore di moltissimi brani per organo meccanico anche il compositore tedesco Michael Riessler.

## Galleria d'immagini

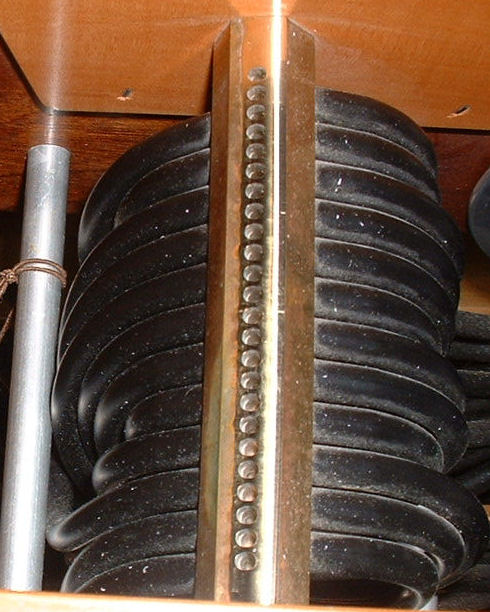
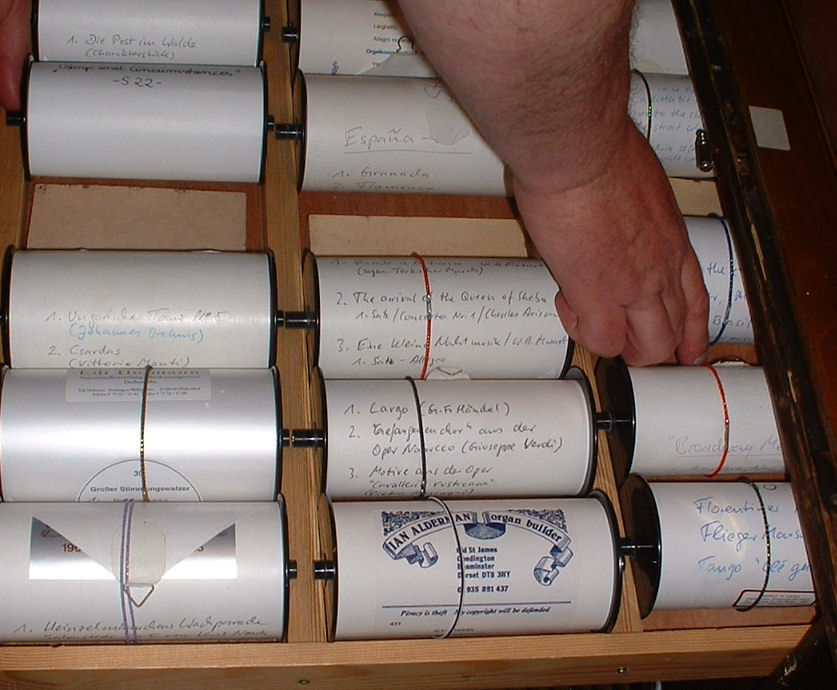
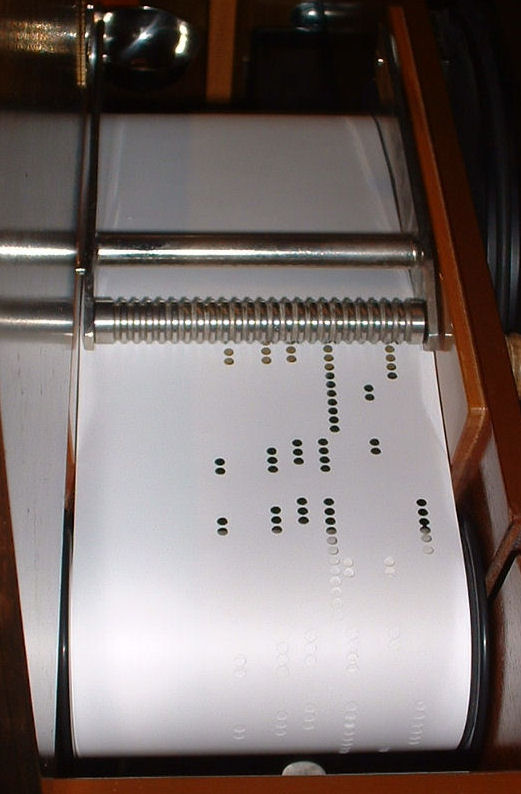
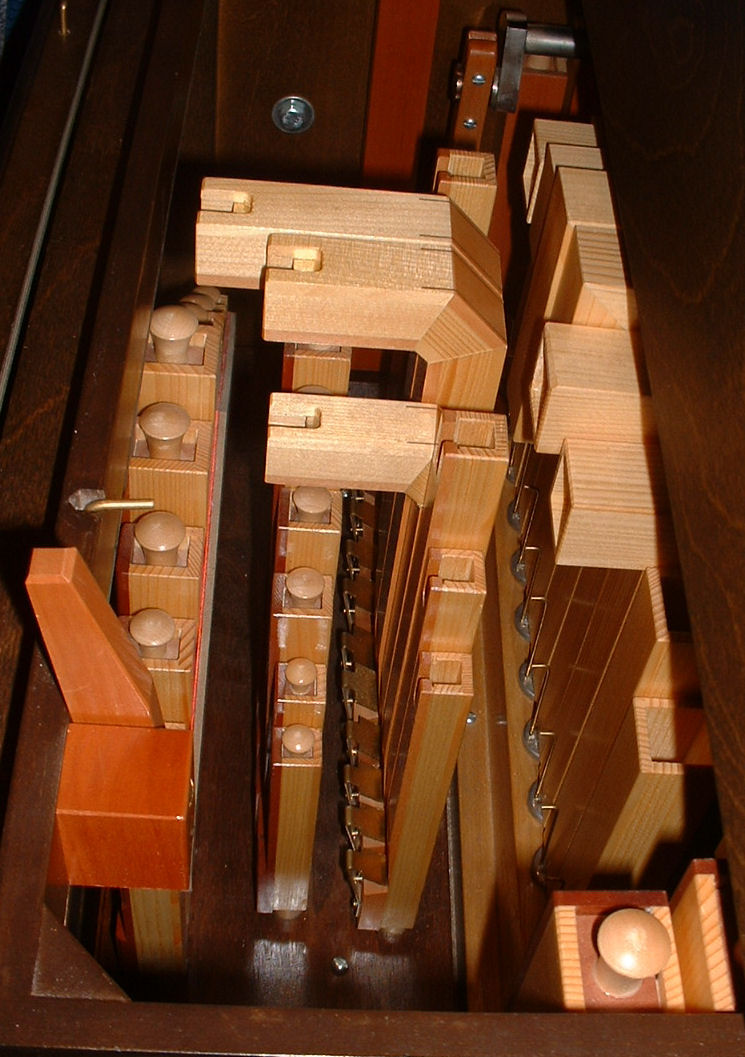
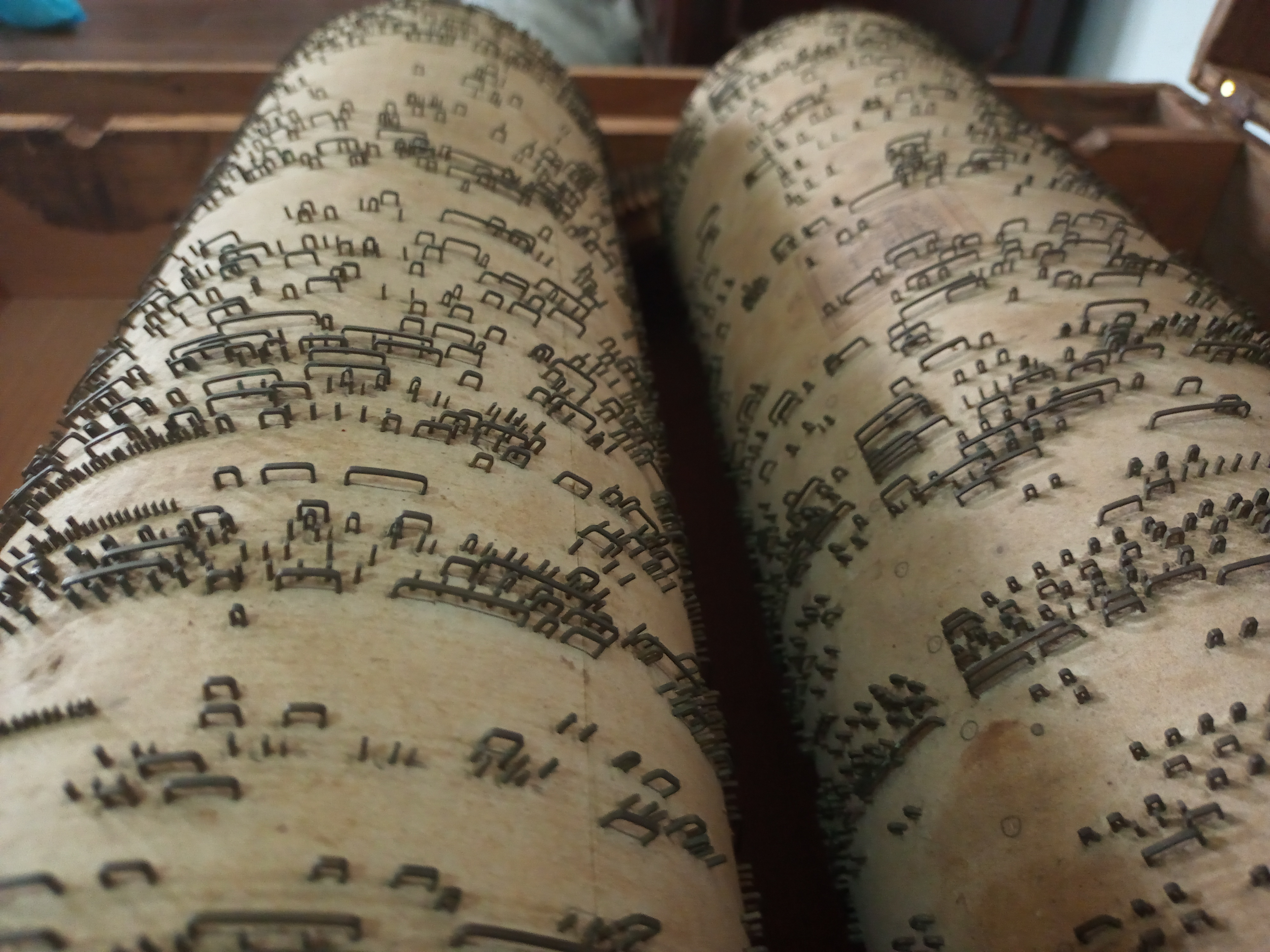